# (216591) Coetzee
(216591) Coetzee est un astéroïde de la ceinture principale.

## Description
(216591) Coetzee est un astéroïde de la ceinture principale. Il fut découvert le 21 juillet 2002 à Campo Catino par Gianluca Masi. Il présente une orbite caractérisée par un demi-grand axe de 2,42 UA, une excentricité de 0,18 et une inclinaison de 3,7° par rapport à l'écliptique.

## Compléments